# Анари
Анари (на гръцки: αναρή) е сирене от козе или овче мляко, което се прави в Кипър. Анари е по-малко известно от кипърското сирене халуми, но през последните години добива популарност, благодарение на специализираните изложби и фестивали. През 2005 г. един от местните производители получава сребърен медал на световното изложение World Cheese Awards, проведено във Великобритания.

## Производство
При производството на анари се използва суроватка, отделяна при производството на други сирена – обикновено халуми или кефалотири. Суроватката се загрява до 65 °C и се добавя неголямо количество прясно мляко наречено "prosgalo (просгало)" (5-10 %) за подобряване качеството на сиренето и загряването продължава до 80-85 °C. Анари се издига на повърхността, след което се премества се в съдове за изцеждане и се притиска до изсушаване.

## Видове
При обикновения начин на приготвяне, описан по горе, анари има бял цвят и много мека структура, подобна на зърнената извара и сиренето рикота. Често в сиренето се добавя сол и впоследствие се изсушава чрез загряване (в миналото е изсушавано като сиренето е оставяно на слънце), като при този начин се получава много твърдо и издръжливо на съхранение сирене.

## Употреба
След изсушаването Анари може да се консумира прясно или сушено. Прясно, неосолено анари, се консумира с малко суроватка и с допълненение на мед или захар. Може да се прибави към сладкиши или бюрек. Прясно осолено анари се използва както другите сирена, но то трябва да се съхранява в хладилник. Сушеното твърдо анари се използва настъргано за гарнитура и като добавка на пасти и сосове.

## Хранителна характеристики
В 100 грама сирене се съдържат: мазнини – 15 гр.; въглехидрати – 2 гр., белтъчини – 11 гр., холестерин – 80 мгр.; калоричност – 195 ккал.